# شهریارک یقه‌اخرایی
شهریارک یقه‌اخرایی (نام علمی: Arses insularis) نام یک گونه از سرده شهریارک‌های طوقی است.